# Енджел (льодовик)
Льодовик Енджел — висячий льодовик, що стікає північним схилом гори Едіт Кавел в національному парку Джаспер, Канада. Назва надана через подібність обрисів льодовика до постаті ангела з розпростертими крилами. Льодовик був значно більшим, коли його назвали європейські прибульці в 19 столітті, і продовжує швидко танути. Немає перспективи, що він довго збереже свою форму, рано чи пізно льодовик зникне.

## Галерея

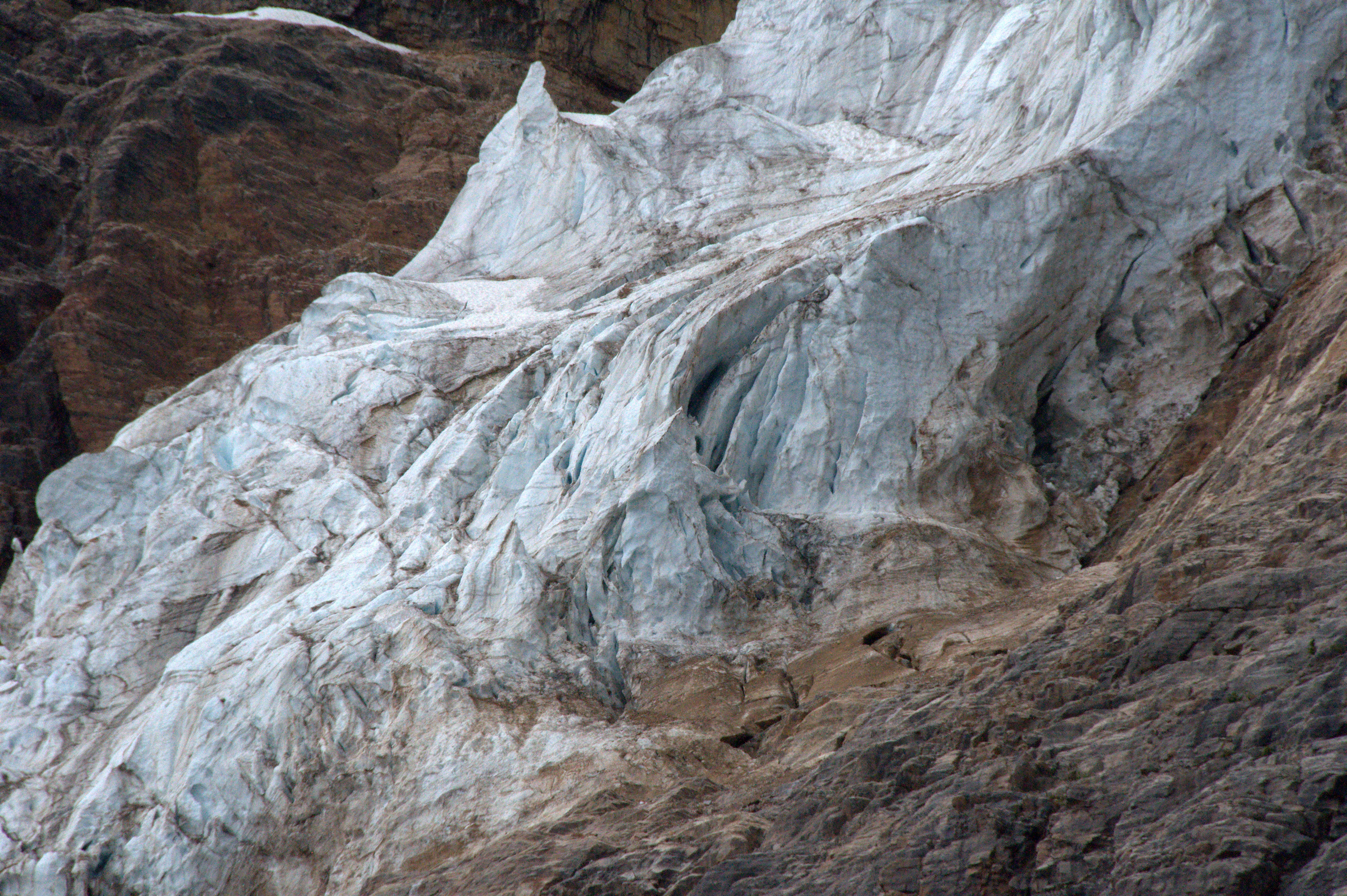
Структура льоду з уламками породи на поверхні, 2010 рік
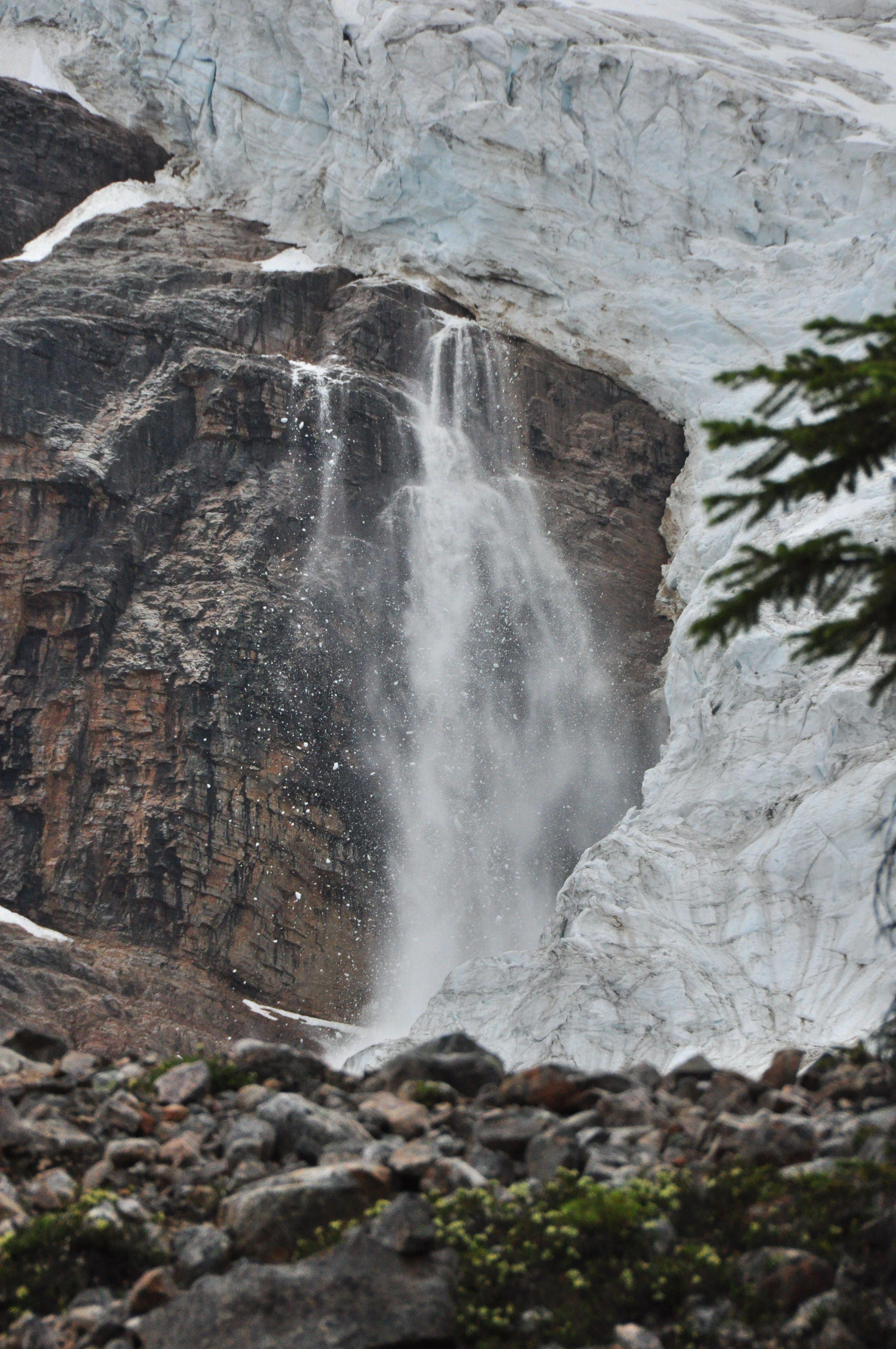
В теплу погоду брили льоду відколюються від льодовика і падають у долину
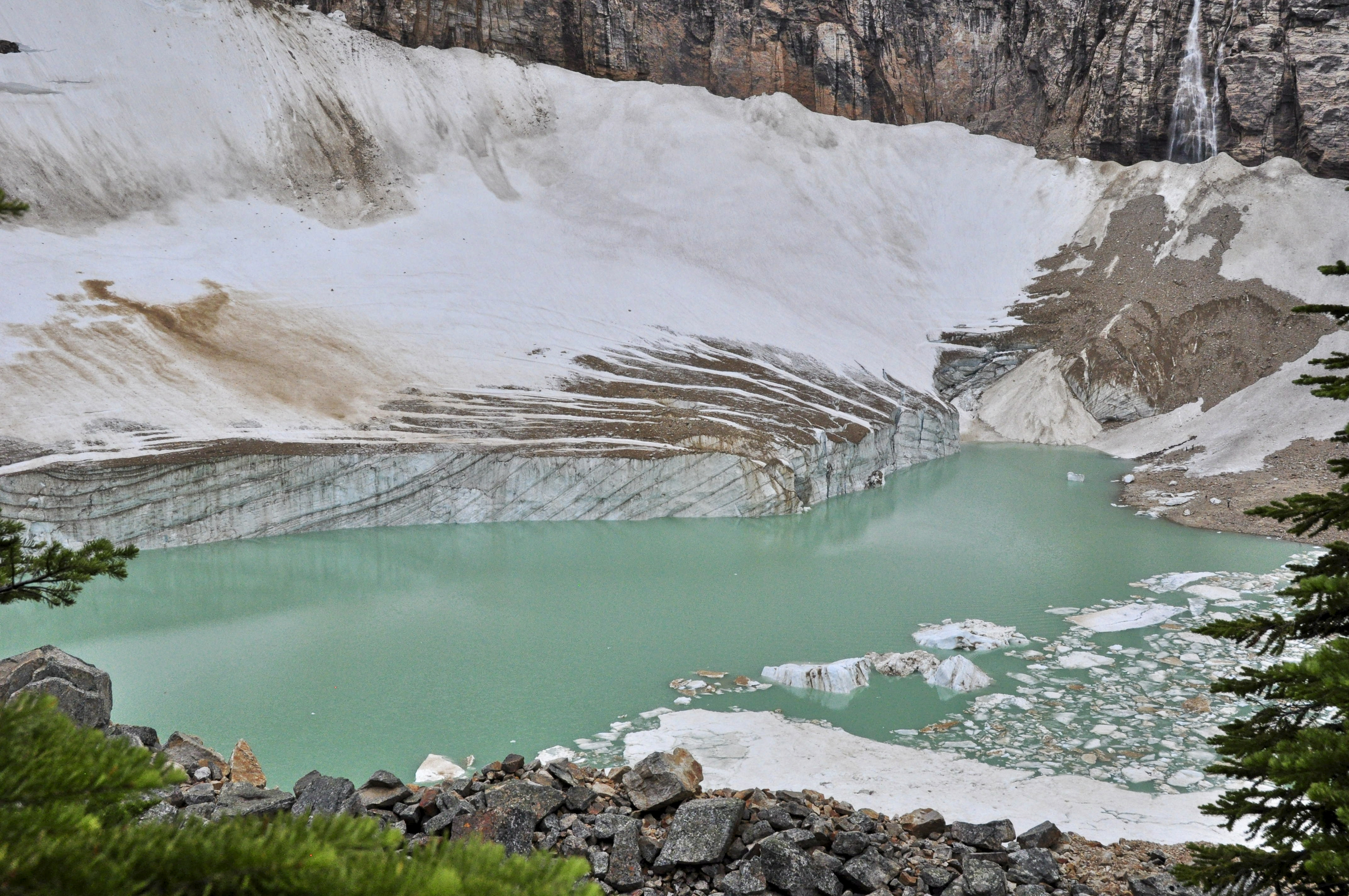
Від танення льодовика у підніжжі г. Едіт Кавел утворилось гляціальне озеро